# Измухамбетов, Бактыкожа Салахатдинович
Бактыкожа Салахатдинович Измухамбетов (род. 1 сентября 1948, Денгизский район, Гурьевская область) — государственный деятель Казахстана, депутат Мажилиса Парламента Республики Казахстан, Председатель Центрального совета РОО «Организации ветеранов». Герой Труда Казахстана (2023).

## Биография
Родился 1 сентября 1948 года в Денгизком районе (ныне Курмангазинский район) Гурьевской области (ныне Атырауская область) в семье учителя. В 1966 году окончил 11 классов и поступил в Уфимский нефтяной институт. Окончил Уфимский нефтяной институт в 1971 году. Происходит из рода адай племени байулы.
Трудовую деятельность начал бурильщиком объединения «Эмбанефть». Занимал различные должности в Казахском геологоразведочном научно-исследовательском нефтяном институте.
С 1983 по 1987 год находился в загранкомандировке в Республике Йемен.
Был главным технологом, начальником Атырауской опытно-методической экспедиции.
В 1991—1993 годах работал на руководящих должностях в Министерстве геологии и охраны недр.
Назначался генеральным директором совместного предприятия «Казахтуркмунай», морской нефтяной компании «Казмунайтениз», управляющим директором Национальной нефтяной компании «КазМунайГаз», первым вице-министром энергетики и минеральных ресурсов Республики Казахстан.
С января 2006 года по август 2008 — Министр энергетики и минеральных ресурсов Республики Казахстан.
С августа 2008 года по январь 2012 года был акимом Западно-Казахстанской области.
20 января 2012 года Депутаты нижней палаты Парламента проголосовали за депутата Бактыкожу Ихмухамбетова на пост вице-спикера Мажилиса Парламента Республики Казахстан.
15 августа 2012 года указом Президента Республики Казахстан назначен акимом Атырауской области.
25 марта 2016 года избран депутатом Мажилиса Республики Казахстан, а также председателем Мажилиса Парламента Республики Казахстан.
Владеет английским и турецким языками.
21 июня 2016 года на внеочередном заседании Президиума Центрального совета республиканского общественного объединения «Организация ветеранов» избран председателем Центрального совета РОО «Организации ветеранов».

## Семья
Сын: Измуханбетов, Салауат Бактыкожаевич (25 ноября 1971 года) — казахстанский шахматист, гроссмейстер (1996).

## Награды
- Звание «Герой Труда Казахстана» с вручением золотого знака «Алтын жулдыз» (23 октября 2023 года[6]
- Орден Отан за особые заслуги в нефтегазовой отрасли в честь 120-летия казахстанской нефти из рук президента РК Касым-Жомарта Токаева (5 сентября 2019 года)[7][8]
- Орден «Қазақстан Республикасының Тұңғыш Президенті — Елбасы Нұрсұлтан Назарбаев» (2013)
- Орден Курмет (1999)
- Орден «Барыс» 2 степени (2006)[9]
- Юбилейная медаль «20 лет независимости Республики Казахстан» (2011)[10]
- Орден «За заслуги» III степени (Украина, 25 февраля 2008 года) — за значительный личный вклад в укрепление дружбы между народами Украины и Казахстана, развитие украинско-казахстанского сотрудничества[11]
- Орден «Содружество» (Межпарламентская ассамблея СНГ, 24 ноября 2016 года) — за активное участие в деятельности Межпарламентской Ассамблеи и её органов, вклад в укрепление дружбы между народами государств — участников Содружества Независимых Государств[12][13]
- Медаль «МПА СНГ. 25 лет» (Межпарламентская ассамблея СНГ, 27 марта 2017 года) — за заслуги в деле развития и укрепления парламентаризма, за вклад в развитие и совершенствование правовых основ функционирования Содружества Независимых Государств, укрепление международных связей и межпарламентского сотрудничества[14]